# Masud Gharahkhani
Masud Gharahkhani, pers. ‏مسعود قره‌خانی‎ (ur. 22 września 1982 w Teheranie) – norweski polityk irańskiego pochodzenia, działacz Partii Pracy, parlamentarzysta, od 2021 przewodniczący Stortingu.

## Życiorys
Urodził się w Iranie, w Norwegii zamieszkał w 1987. Z wykształcenia radiolog, kształcił się w Høgskolen i Gjøvik. Pracował w szpitalu w wyuczonym zawodzie. Zaangażował się w działalność polityczną w ramach Partii Pracy, kierował okręgiem jej młodzieżówki Arbeidernes Ungdomsfylking (AUF) w okręgu Buskerud. W latach 2007–2011 był radnym okręgu oraz członkiem władz gminy Øvre Eiker. W 2011 wszedł w skład władz miejscowości Drammen.
W kadencji 2009–2013 zastępca posła do Stortingu. W 2017 po raz pierwszy został wybrany do norweskiego parlamentu, z powodzeniem ubiegał się o reelekcję w wyborach w 2021. W listopadzie 2021 stanął na czele Stortingu, zastępując Evę Kristin Hansen, która ustąpiła w związku z kontrowersjami dotyczącymi korzystania przez nią z mieszkania służbowego.

## Odznaczenia
W 2022 otrzymał Order Księcia Jarosława Mądrego II klasy.